# Műkorcsolya az 1948. évi téli olimpiai játékokon
Az 1948. évi téli olimpiai játékokon a műkorcsolya versenyszámait a St. Moritz-i Badrutts Parkban rendezték meg február 2. és február 7. között.

## Részt vevő nemzetek
A versenyeken 12 nemzet 64 sportolója vett részt.
- Ausztria (AUT) (9 – 3 férfi, 6 nő)
- Belgium (BEL) (3 – 2 férfi, 1 nő)
- Csehszlovákia (TCH) (7 – 3 férfi, 4 nő)
- Dánia (DEN) (1 – 1 férfi)
- Egyesült Államok (USA) (9 – 4 férfi, 5 nő)
- Franciaország (FRA) (2 – 1 férfi, 1 nő)
- Kanada (CAN) (6 – 2 férfi, 4 nő)
- Magyarország (HUN) (6 – 2 férfi, 4 nő)
- Nagy-Britannia (GBR) (8 – 3 férfi, 5 nő)
- Norvégia (NOR) (2 – 1 férfi, 1 nő)
- Olaszország (ITA) (4 – 2 férfi, 2 nő)
- Svájc (SUI) (7 – 3 férfi, 4 nő)

## Éremtáblázat
(A rendező nemzet és Magyarország eltérő háttérszínnel, az egyes számoszlopok legmagasabb értéke, vagy értékei vastagítással kiemelve.)
| Az 1948. évi téli olimpiai játékok éremtáblázata műkorcsolyában | Az 1948. évi téli olimpiai játékok éremtáblázata műkorcsolyában | Az 1948. évi téli olimpiai játékok éremtáblázata műkorcsolyában | Az 1948. évi téli olimpiai játékok éremtáblázata műkorcsolyában | Az 1948. évi téli olimpiai játékok éremtáblázata műkorcsolyában | Olimpia  |
| --------------------------------------------------------------- | --------------------------------------------------------------- | --------------------------------------------------------------- | --------------------------------------------------------------- | --------------------------------------------------------------- | -------- |
|                                                                 | Ország                                                          | Arany                                                           | Ezüst                                                           | Bronz                                                           | Összesen |
| 1.                                                              | Kanada (CAN)                                                    | 1                                                               | 0                                                               | 1                                                               | 2        |
| 2.                                                              | Belgium (BEL)                                                   | 1                                                               | 0                                                               | 0                                                               | 1        |
|                                                                 | Egyesült Államok (USA)                                          | 1                                                               | 0                                                               | 0                                                               | 1        |
|                                                                 |                                                                 |                                                                 |                                                                 |                                                                 |          |
| 4.                                                              | Ausztria (AUT)                                                  | 0                                                               | 1                                                               | 1                                                               | 2        |
| 5.                                                              | Magyarország (HUN)                                              | 0                                                               | 1                                                               | 0                                                               | 1        |
|                                                                 | Svájc (SUI)                                                     | 0                                                               | 1                                                               | 0                                                               | 1        |
|                                                                 |                                                                 |                                                                 |                                                                 |                                                                 |          |
| 7.                                                              | Nagy-Britannia (GBR)                                            | 0                                                               | 0                                                               | 1                                                               | 1        |
|                                                                 |                                                                 |                                                                 |                                                                 |                                                                 |          |
| Összesen                                                        | Összesen                                                        | 3                                                               | 3                                                               | 3                                                               | 9        |

## Érmesek
| Az 1948. évi téli olimpiai játékok érmesei műkorcsolyában |                                                    |                                                  |                                                      |
| Versenyszám                                               | Arany                                              | Ezüst                                            | Bronz                                                |
| Férfi                                                     | Dick Button · Egyesült Államok (USA)               | Hans Gerschwiler · Svájc (SUI)                   | Edi Rada · Ausztria (AUT)                            |
| Női                                                       | Barbara Ann Scott · Kanada (CAN)                   | Eva Pawlik · Ausztria (AUT)                      | Jeannette Altwegg · Nagy-Britannia (GBR)             |
| Páros                                                     | Belgium (BEL) · Micheline Lannoy · Pierre Baugniet | Magyarország (HUN) · Kékessy Andrea · Király Ede | Kanada (CAN) · Suzanne Morrow · Wallace Diestelmeyer |